# Копи
Ко́пи (от копать) — устаревшее название сооружения для наземной и подземной разработки полезных ископаемых.
Пример: Малёвские каменноугольные копи в Богородицком районе Тульской области, открытые в 1722 году и пущенные в эксплуатацию в 1855 году — первые в Подмосковном каменноугольном бассейне.